# Parafia św. Mikołaja w Doboszowicach
Parafia św. Mikołaja w Doboszowicach – rzymskokatolicka parafia w Doboszowicach dekanacie kamienieckim diecezji świdnickiej. Była erygowana w XIII w. Jej administratorem jest ks. Artur Merholc. 

## Kościoły i kaplice filialne
- Kościół św. Barbary w Pomianów Górnym
- Kaplica św. Jana Nepomucena w Mrokocinie

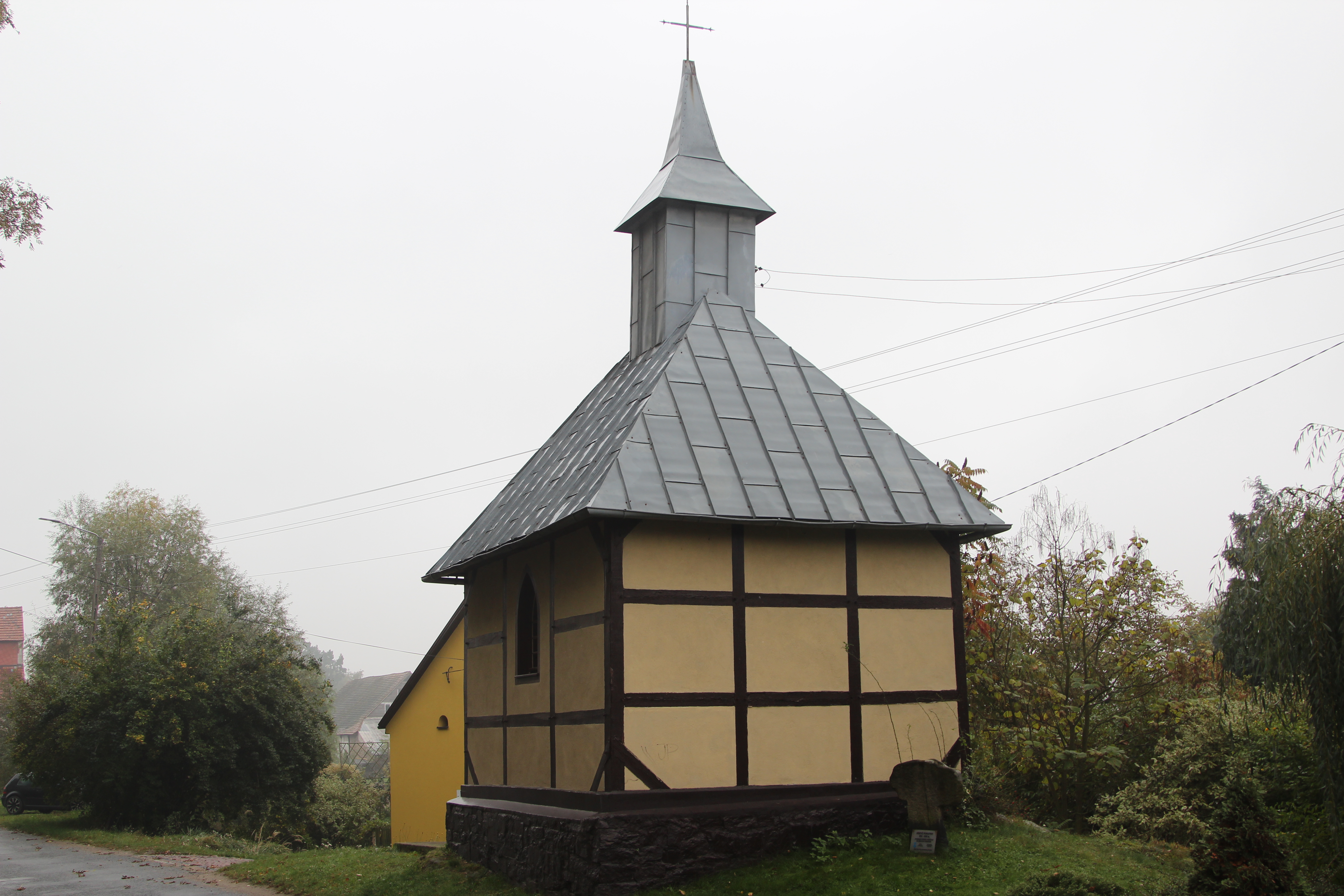
Kaplica w Mrokocinie
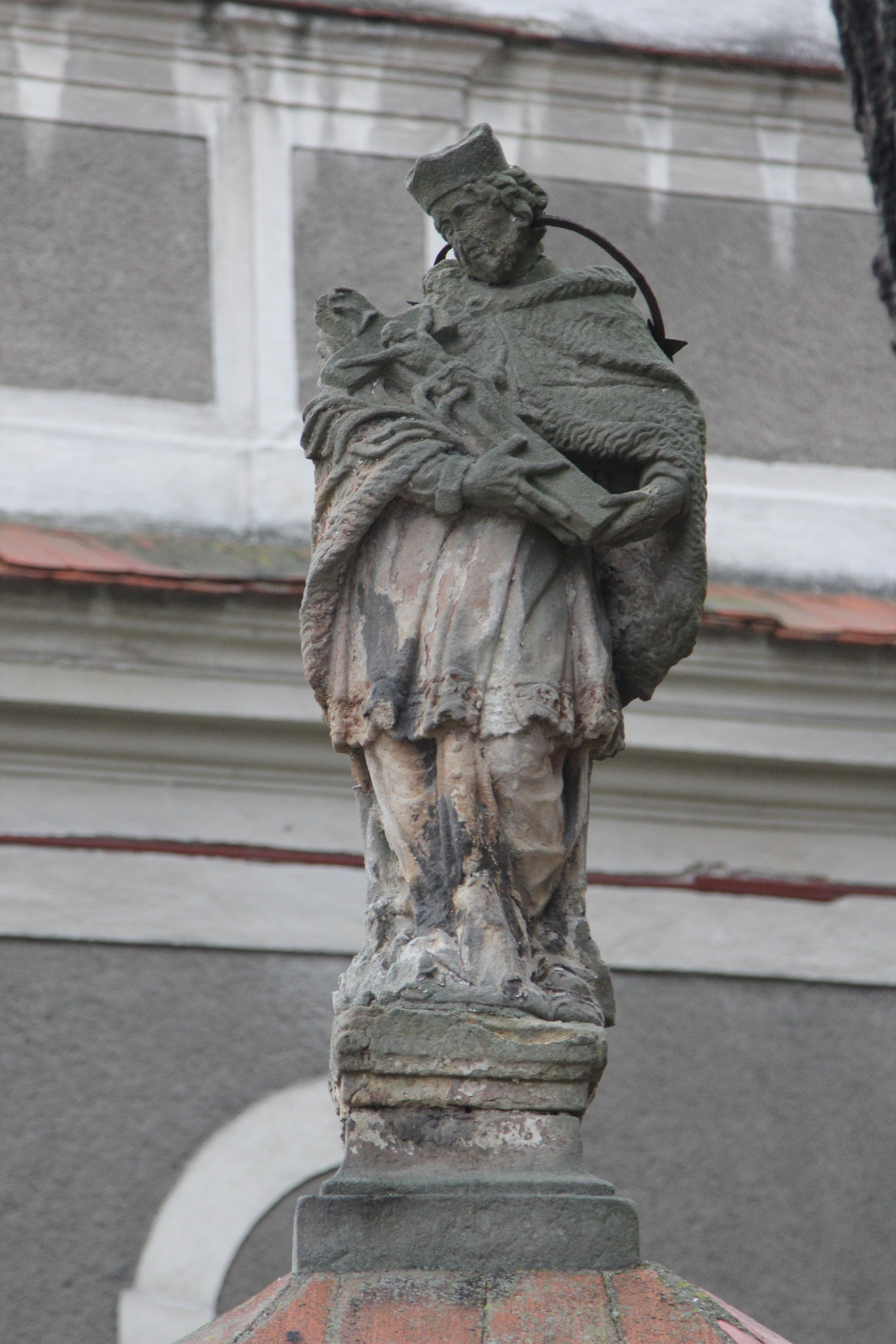
Nepomuk. Kościół w Pomianowie